# Nicolaas Meyndertsz van Blesdijk
Nicolaas Meyndertsz van Blesdijk (* 1520 in Blesdijk, Niederlande; † 1584 in Freinsheim) war ein Vertreter der reformatorischen Täuferbewegung, der vor allem als Mitarbeiter von David Joris bekannt wurde.

## Leben und Wirken
Mit bereits 16 Jahren schloss sich Blesdijk 1536 der radikal-reformatorischen Täuferbewegung an. Schon zuvor hatte Blesdijk, der über gute Kenntnisse im Lateinischen und Griechischen verfügte, die Werke der antiken Kirchenväter wie auch die von Erasmus von Rotterdam und Philipp Melanchthon studiert. Ein Jahr nach seinem Übertritt zu den Täufern wurde er schließlich auf die Schriften des spiritualistischen Täufers David Joris aufmerksam und begann sich intensiv mit Joris und dessen Ansichten zu befassen. Ab dem Jahr 1539 kann er selbst den David-Joristen zugerechnet werden. Bereits zwei Jahre später begleitete er den Stellvertreter von David Joris Joriaen Ketel zu Beobachtungen der Religionsgespräche auf dem Reichstag zu Regensburg, wo er unter anderem mit Martin Bucer zusammentraf. 1544 kam Blesdijk in Emden mit Johannes a Lasco zusammen, um die Chancen einer Annäherung zwischen den täuferischen David-Joristen und den Reformierten auszuloten. Blesdijk zeigte sich gegenüber a Lasco bereit die reformierte Sakramentspraxis, die orthodoxen Formeln der Trinität und selbst die Kindertaufe (wenngleich nicht als heilsnotwendig) anzuerkennen, er war jedoch nicht bereit die täuferische Auffassung vom Freien Willen aufzugeben. Eine Debatte über den prophetischen Anspruch von David Joris umging er. Eine Integration der David-Joristen in die Reformierte Kirche scheiterte somit schließlich. Als Folge suchten die David-Joristen nun die Strategie der äußeren Konformität mit den großen Kirchen, was zu Konflikten mit anderen Richtungen der Täuferbewegung (wie den Mennoniten) führte.
Um den dennoch weiter zunehmenden Verfolgungen zu entgehen, siedelte David Joris und ein Teil seiner Schüler nach Basel über. Auch Blesdijk übersiedelte 1544 mitsamt seiner Familie von den Niederlanden nach Basel. Hier stießen Blesdijk als auch Joris auf einen Kreis humanistischer Intellektueller, der unter anderem auch Sebastian Castellio umfasste. Blesdijk und Joris wurden so auch an den Gesprächen im Vorfeld der 1554 von Castellio herausgegebenen Textsammlung De haereticis, an sint persequendi (Von den Häretiker, ob sie zu verfolgen seien) beteiligt, die sich kritisch mit Johannes Calvin und der ein Jahr zuvor stattgefundenen Verbrennung des Antitrinitariars Michael Servetus auseinandersetzte.
Im Jahr 1546 kam Blesdijk zu Gesprächen mit den Vertretern der Mennoniten Menno Simons, Dirk Philips, Leenaert Bouwens und Adam Pastor in Lübeck zusammen, die jedoch im Unfrieden endeten. Blesdijk sah in den wesentlichen Punkten Übereinstimmungen zwischen David-Joristen und Mennoniten. Differenzen sah er vor allem in der von den Mennoniten geforderten schlichten Lebensweise und der von den David-Joristen gestatteten Praxis der Kindertaufe und der Gottesdienstbesuche in den etablierten Kirchen. Nach der spiritualistischen Sichtweise von Blesdijk legten die Mennoniten zu viel Gewicht auf Äußeres, was die einzelnen Mitglieder aufgrund der Täuferverfolgungen unnötig in Gefahr brachte.
In Basel selbst kam es jedoch auch zunehmend zu Konflikten zwischen Blesdijk und Joris selber. Blesdijk war nicht bereit die von Joris sich selbst zugeschriebene prophetische und apokalyptische Rolle zu akzeptieren. Er hielt stattdessen allein an der Autorität der Evangelien und der Briefe des Neuen Testamentes fest. Blesdijk siedelte schließlich ins pfälzische Freinsheim über, wo er bis zu seinem Tod noch als reformierter Pfarrer aktiv war. Kurz vor seiner Abreise nach Freinsheim verfasste er 1559 eine Historia vitae doctrinae ac rerum gestarum Davidis Georgii überschriebene Biographie über David Joris, welche erst im Jahre 1642 in Deventer gedruckt wurde. Eine zweite, in 1559 in Basel gedruckte Biographie unter dem Titel Davidii Georgii Holandi haeresiarchae vita et doctrina stammt von Caelius Secundus Curio. Beide Biographien sind noch heute als Quelle für David Joris und seine Bewegung von großer Bedeutung.